# Vojtěch Stránský
Vojtěch Stránský (Ostrava, 13 marzo 2003) è un calciatore ceco, attaccante dello Mladá Boleslav.

## Carriera

### Club
Stránský è cresciuto nel settore giovanile dello Mladá Boleslav, dove ha debuttato il 30 maggio 2020 nell'incontro di 1. liga perso 7-1 contro il Viktoria Plzeň. Ha segnato il suo primo gol il 21 agosto 2021 nella partita vinta 3-1 contro il Teplice.
Nel 2023 è stato ceduto in prestito al Varnsdorf dove ha trascorso una stagione da titolare in seconda divisione. Nell'estate del 2024 ha fatto ritorno allo Mladá che lo ha confermato in rosa per la stagione 2024-2025.

### Nazionale
Ha giocato con le nazionali giovanili ceche Under-19 ed Under-20.

## Statistiche

### Presenze e reti nei club
Statistiche aggiornate al 26 dicembre 2024.
| Stagione                | Squadra                 | Campionato              | Campionato | Campionato | Coppe nazionali | Coppe nazionali | Coppe nazionali | Coppe continentali | Coppe continentali | Coppe continentali | Altre coppe | Altre coppe | Altre coppe | Totale | Totale | Totale |
| Stagione                | Squadra                 | Comp                    | Pres       | Reti       | Comp            | Pres            | Reti            | Comp               | Pres               | Reti               | Comp        | Pres        | Reti        | Pres   | Reti   |        |
| ----------------------- | ----------------------- | ----------------------- | ---------- | ---------- | --------------- | --------------- | --------------- | ------------------ | ------------------ | ------------------ | ----------- | ----------- | ----------- | ------ | ------ | ------ |
| 2020-2021               | Mladá Boleslav B        | CFL                     | 9          | 3          | -               | -               | -               | -                  | -                  | -                  | -           | -           | -           | 9      | 3      |        |
| 2021-2022               | Mladá Boleslav B        | CFL                     | 1          | 0          | -               | -               | -               | -                  | -                  | -                  | -           | -           | -           | 1      | 0      |        |
| 2022-2023               | Mladá Boleslav B        | CFL                     | 13         | 0          | -               | -               | -               | -                  | -                  | -                  | -           | -           | -           | 13     | 0      |        |
| 2019-2020               | Mladá Boleslav          | 1L                      | 3          | 0          | CRC             | 0               | 0               | -                  | -                  | -                  | -           | -           | -           | 3      | 0      |        |
| 2021-2022               | Mladá Boleslav          | 1L                      | 12         | 1          | CRC             | 4               | 1               | -                  | -                  | -                  | -           | -           | -           | 16     | 2      |        |
| 2022-2023               | Mladá Boleslav          | 1L                      | 15         | 1          | CRC             | 1               | 0               | -                  | -                  | -                  | -           | -           | -           | 1      | 1      |        |
| 2023-2024               | Varnsdorf               | FNL                     | 28         | 5          | CRC             | 1               | 0               | -                  | -                  | -                  | -           | -           | -           | 29     | 5      |        |
| 2024-2025               | Mladá Boleslav B        | CFL                     | 1          | 0          | -               | -               | -               | -                  | -                  | -                  | -           | -           | -           | 1      | 0      |        |
| Totale Mladá Boleslav B | Totale Mladá Boleslav B | Totale Mladá Boleslav B | 24         | 3          |                 | -               | -               |                    | -                  | -                  |             | -           | -           | 24     | 3      |        |
| 2024-2025               | Mladá Boleslav          | 1L                      | 13         | 1          | CRC             | 1               | 0               | UECL               | 8                  | 0                  | -           | -           | -           | 22     | 1      |        |
| Totale Mladá Boleslav   | Totale Mladá Boleslav   | Totale Mladá Boleslav   | 43         | 3          |                 | 6               | 1               |                    | 8                  | 0                  |             | -           | -           | 57     | 4      |        |
| Totale carriera         | Totale carriera         | Totale carriera         | 95         | 11         |                 | 7               | 1               |                    | 8                  | 0                  |             | -           | -           | 110    | 12     |        |